# アルジュナ群
アルジュナ群（アルジュナぐん、Arjuna asteroid）は地球近傍小惑星の分類。これらの軌道は非常に地球に似ており、低い軌道傾斜角を持ち、公転周期は1地球年に近く、離心率も低い。この小惑星群はヒンドゥー教の聖典『マハーバーラタ』の主要な登場人物の一人であるアルジュナから名づけられている（ただし、2010年現在「アルジュナ」という名の小惑星は存在しない）。定義はいくぶんあいまいで、より確立したアポロ群、アモール群、アテン群の三つに対して定義が部分的に一致する。
これに該当すると考えられているものとしては、アポロ群の 1991 VG（軌道）、アテン群の 2000 SG344（軌道）などがあるが、2000 SG344はアポロ計画で用いられたサターンVの3段目ではないかといわれている 。